# Massacre de Pingdingshan
Le massacre du village de Pingdingshan (chinois : 平顶山惨案) est un crime de guerre commis en Mandchourie par l'armée impériale japonaise le 16 septembre 1932, dans le bourg de Pingdingshan (平顶山村), à Fushun, dans la province du Liaoning. 
Le 15 septembre, une milice anti-japonaise de la société de la lance rouge passe par le village de Pingdingshan pour aller attaquer la garnison japonaise de Fushun avant de se retirer. Le lendemain, des soldats et policiers japonais partent en chasse des rebelles qui ont fui en direction du village. Suspectant les habitants de leur avoir apporté du soutien, ils incendient leurs maisons et les exécutent à la baïonnette ou à la mitrailleuse faisant 3 217 victimes. Seuls 26 villageois réussirent à fuir. Les corps sont brûlés en même temps que le village de plus de 800 maisons. Après le massacre, l'armée japonaise dynamite le site.
En 1972, les restes d'environ 800 corps sont retrouvés dans une fosse commune de 80 m de long sur 5 m de large. Un monument mémorial est alors construit sur le xian autonome mandchou de Xinbin pour accueillir ces restes.

## Sources
- (zh) « 平頂山慘案紀念館 » (Hall mémorial du massacre de Pingdingshan)